# Neospondylis mexicanus
Neospondylis mexicanus är en skalbaggsart som först beskrevs av Bates 1879.  Neospondylis mexicanus ingår i släktet Neospondylis och familjen långhorningar. Inga underarter finns listade i Catalogue of Life.